# مارتین اسکورسیزی و لئوناردو دی‌کاپریو
مارتین اسکورسیزی و لئوناردو دی‌کاپریو در چندین فیلم با هم همکاری کرده‌اند و دی‌کاپریو از سال ۲۰۰۲ در شش فیلم بلند و یک فیلم کوتاه ساختهٔ اسکورسیزی ظاهر شده‌است. این فیلم‌ها ژانرهای مختلفی از جمله حماسی تاریخی، جنایی، تریلر، زندگی‌نامه‌ای، کمدی و وسترن داشته‌اند. چندین مورد از این فیلم‌ها در فهرست برترین فیلم‌های بسیاری از منتقدان قرار گرفته‌اند. فیلم‌های این دو نامزد سی و یک جایزهٔ اسکار شده‌اند که در نهایت نه جایزه برنده شده‌اند. این دو در سال ۲۰۱۳ به دلیل همکاری شغلی جایزهٔ اسپات‌لایت هیئت ملی بازبینی فیلم را دریافت کردند.

## فهرست همکاری‌ها
| عنوان                | تاریخ انتشار   | استودیو                       | بودجه           | فروش            | راتن تومیتوز |
| -------------------- | -------------- | ----------------------------- | --------------- | --------------- | ------------ |
| دارودسته‌های نیویورکی | ۲۰ دسامبر ۲۰۰۲ | میرامکس و تاچ‌استون پیکچرز     | $۱۰۰ میلیون     | $۱۹۳ میلیون     | ۷۵٪          |
| هوانورد              | ۲۵ دسامبر ۲۰۰۴ | برادران وارنر و میرامکس       | $۱۱۰ میلیون     | $۲۱۳ میلیون     | ۸۷٪          |
| رفتگان               | ۶ اکتبر ۲۰۰۶   | برادران وارنر                 | $۹۰ میلیون      | $۲۸۹ میلیون     | ۹۱٪          |
| جزیرهٔ شاتر           | ۱۹ فوریه ۲۰۱۰  | پارامونت پیکچرز               | $۸۰ میلیون      | $۲۹۴ میلیون     | ۶۹٪          |
| گرگ وال استریت       | ۲۵ دسامبر ۲۰۱۳ | پارامونت پیکچرز               | $۱۰۰ میلیون     | $۳۹۲ میلیون     | ۷۷٪          |
| تست                  | ۲۷ اکتبر ۲۰۱۵  | ملکو کراون انترتینمنت لیمیتید | $۷۰ میلیون      | -               | -            |
| قاتلان ماه گل        | ۲۰ اکتبر ۲۰۲۳  | اپل تی‌وی پلاس/پارامونت پیکچرز | ۲۰۰ میلیون دلار | ۱۵۶ میلیون دلار | ۹۵٪          |